# Ratpenat llenguallarg africà
El ratpenat llenguallarg africà (Megaloglossus woermanni) és una espècie de ratpenat de la família dels pteropòdids. Viu a Angola, Benín, el Camerun, la República Centreafricana, la República del Congo, la República Democràtica del Congo, Costa d'Ivori, Guinea Equatorial, el Gabon, Gàmbia, Ghana, Guinea, Libèria, Nigèria, Sierra Leone, el Sudan, Togo i Uganda. El seu hàbitat natural són els boscos humits tropicals de plana, els boscos d'aiguamoll, les sabanes humides i les zones de mosaic de bosc-herbassar. Es creu que no hi ha cap amenaça significativa per a la supervivència d'aquesta espècie, tot i que algunes poblacions estan amenaçades per la desforestació.